# Jair Braga
Jair Braga (* 3. Juni 1954 in Joaçaba, Santa Catarina; † 5. März 2004 in Curitiba, Paraná) war ein brasilianischer Radrennfahrer.

## Sportliche Laufbahn
Braga war Teilnehmer der Olympischen Sommerspiele 1984 in Los Angeles. Die brasilianische Mannschaft kam mit Gilson Alvaristo, Jair Braga, Renan Ferraro und Marcos Mazzaron im Mannschaftszeitfahren auf den 18. Platz.
1982 wurde er Panamerikameister im Straßenrennen vor Roberto Muñoz aus Chile. 1983 wurde er Gesamtsieger der Belgien-Rundfahrt für Amateure vor Luc Branckaerts und gewann dabei eine Etappe. 1980 siegte er im Eintagesrennen Prova Ciclistica 9 de Julho. 1982 holte er einen Etappensieg in der Chile-Rundfahrt.